# Iecuno-Amelaque
Iecuno-Amelaque (em amárico: ይኵኖ አምላክ; romaniz.: Yekuno Amlak), cujo nome real foi Tasfa Jesus (Tasfa Iyasus), foi um príncipe amárico da província de Bete-Amara (no atual região de Amara) que tornou-se imperador da Etiópia ao derrotar o último negus (rei) do Reino Zagué. Reinou de 1270 a 1285 e fundou a dinastia salomônica.

## Vida

### Ascensão
Muito do que se sabe sobre Iecuno-Amelaque se baseia em tradições orais e hagiografias medievais. Era filho de Tasfa Jesus Foi educado no Mosteiro de São Estêvão, no lago Haique, perto de Amba Sel, onde posteriormente as hagiografias medievais afirmam que São Tacla Haimanote o educou e ajudou a depor o último negus (rei) do Reino Zagué. Entretanto, hagiografias anteriores afirmam que foi Jesus Moa, o abade do Mosteiro de São Estêvão, que o ajudou a obter poder. George Wynn Brereton Huntingford explica essa discrepância apontando que São Estêvão já foi o principal mosteiro da Etiópia, mas Debre Libanos, de Tacla Haimanote, eclipsou São Estêvão e, a partir do reinado de Ámeda-Sion I (r. 1314–1344), tornou-se costume nomear à função de ichege, ou chefe secular da Igreja Etíope, o abade de Debre Libanos. No entanto, nenhuma dessas tradições é contemporânea de qualquer um dos indivíduos envolvidos.
Havia também a história, relatada tanto na Vida de Jesus Moa quanto na Be'ela nagastat, de que um galo foi ouvido profetizando fora da casa do Iecuno-Amelaque por três meses que quem comesse sua cabeça seria rei. O rei matou e cozinhou o pássaro, mas o cozinheiro descartou a cabeça do galo - que Iecuno-Amelaque comeu e, assim, tornou-se governante da Etiópia. Os estudiosos apontaram a semelhança entre essa lenda e a do primeiro rei de Cafa, que também aprendeu com uma voz misteriosa que comer a cabeça de um determinado galo o faria rei, assim como o Mashafa dorho etíope ou "Livro do Galo", que relata uma história sobre um galo cozido apresentado a Jesus Cristo na Última Ceia, que é trazido de volta à vida.
A história tradicional relata ainda que Iecuno-Amelaque foi preso pelo rei Zagué Za-Ilmaquenum ("o desconhecido, o oculto") no Monte Malote, mas conseguiu escapar. Reuniu apoio nas províncias de Amara e Xoa, e depois de receber ajuda considerável do Sultanato de Xoa com um exército de seguidores, derrotou o rei Zagué. Taddese Tamrat argumentou que este rei era Ietbaraque, mas devido a uma forma local de damnatio memoriae, seu nome foi removido dos registros oficiais. Um cronista mais recente da história de Uolo, Getatchew Mekonnen Hasen, afirma categoricamente que o último rei do Zagué deposto por Iecuno-Amelaque não era outro senão o próprio Neacueto-Leabe.

## Reinado

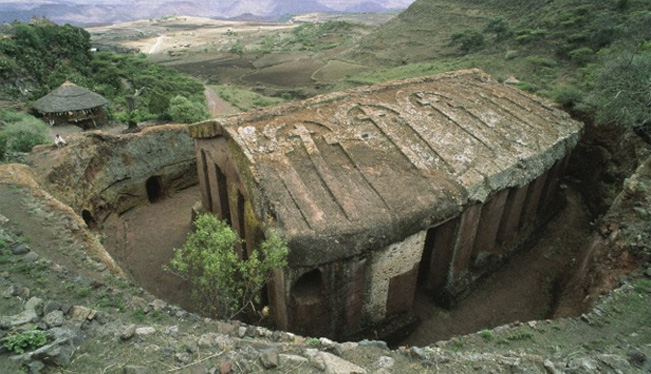
A Igreja de Geneta-Mariam, que tradicionalmente se acredita ter sido construída por Iecuno-Amelaque

Com ajuda do Sultanato de Xoa, Iecuno-Amelaque rivalizou contra o Reino de Damote, situado ao sul do Nilo Azul, inclusive fazendo uma campanha parcialmente bem sucedida contra Damote. Em data incerta, ordenou a construção da Igreja de Geneta-Mariam, perto de Lalibela, que tem as primeiras pinturas murais datáveis da Etiópia. Em 1275, enviou emissários ao imperador bizantino Miguel VIII (r. 1261–1282) com vários dons exóticos, incluindo uma girafa. No mesmo ano, ou já em 1273, com ajuda de Tacla Haimanote, entrou em contato com o patriarca copta de Alexandria João VII para obter permissão de estabelecer uma sé metropolita na Etiópia. O contato foi feito mediante envio duma carta ao sultão Baibars (r. 1257–1277) através do Sultanato Raçúlida do Iêmem e nela reforçou sua boa disposição em relação aos governantes muçulmanos. No fim, entretanto, o Sultanato Mameluco não enviou bispos à Etiópia e o negus culpou o sultão iemenita de ter interferido nas relações com o Cairo.
Taddesse Tamrat interpreta a alusão do filho de Iecuno-Amelaque aos padres sírios na corte real como resultado da falta de atenção do patriarca e também observa que, nessa época, os patriarcas de Alexandria e Antioquia estavam lutando pelo controle da nomeação do bispo de Jerusalém, até então prerrogativa de Antioquia. Um dos movimentos na disputa foi a nomeação pelo patriarca Inácio IV Jesus (r. 1264–1282) de um peregrino etíope como abuna (chefe da Igreja Etíope). Esse peregrino nunca tentou assumir esse cargo na Etiópia, mas - argumenta Taddesse Tamrat - a falta de bispos coptas forçou Iecuno-Amelaque a confiar nos partidários sírios que chegaram ao seu reino. Em 1279, segundo textos árabes achados em Harar, o Sultanato de Ifate apoiou a revolta de Dilgamis contra o sultão Dilmarra (r. 1269–1283), que foi brevemente deposto e buscou auxílio na corte de Iecuno-Amelaque. O negus interveio, mas no fim do processo o resultado foi a desintegração do poderia muçulmano na região e a consolidação da posição de Iecuno-Amelaque. Em seus últimos anos, correinou com seu filho e sucessor Iagba-Sion (r. 1285–1294), que o sucedeu em 1285. Teve ao menos outro filho, Uidim-Reade (r. 1299–1314). Seu descendente Baida-Mariam I (r. 1468–1478) mandou reenterrar seu corpo na Igreja de Atronsa-Mariam.